# Rhipsalis agudoensis
Rhipsalis agudoensis är en kaktusväxtart som beskrevs av Nigel Paul Taylor. Rhipsalis agudoensis ingår i släktet Rhipsalis och familjen kaktusväxter. Inga underarter finns listade i Catalogue of Life.